# پل مهل
پل مهل (انگلیسی: Paul Mehl; ۲۱ آوریل ۱۹۱۲ – ۶ مهٔ ۱۹۷۲) بازیکن فوتبال اهل آلمان بود.
از باشگاه‌هایی که در آن بازی کرده‌است می‌توان به باشگاه فوتبال فورتونا دوسلدورف اشاره کرد.
وی همچنین در تیم ملی فوتبال آلمان بازی کرده‌است.